# Gypsonoma nitidulana
Gypsonoma nitidulana es una especie de polilla del género Gypsonoma, tribu Eucosmini, familia Tortricidae. Fue descrita científicamente por Lienig y Zeller en 1846.
La envergadura es de unos 15-20 milímetros. Se distribuye por Europa: Lituania.